# John Bladh
John Bladh, född 1869 i Madesjö, död 1935 i Lyckeby, var en svensk jurist. Han utnämndes 1914 till häradshövding i Östra härads domsaga i Blekinge län och innehade detta ämbete till sin död.